# Melanephia sofala
Melanephia sofala är en fjärilsart som beskrevs av Felder 1874. Melanephia sofala ingår i släktet Melanephia och familjen nattflyn. Inga underarter finns listade i Catalogue of Life.